# 克萊帕

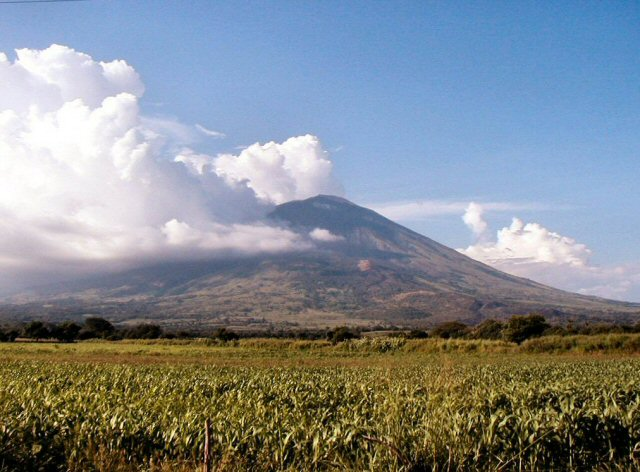

克萊帕（西班牙語：Quelepa），是薩爾瓦多的城鎮，位於該國東部，由聖米格爾省負責管轄，面積22.21平方公里，海拔高度213米，2007年人口4,049，人口密度每平方公里182.31人。
13°31′46″N 88°13′18″W / 13.52944°N 88.22167°W